# マルク・バリエンテ
マルク・バリエンテ（Marc Valiente Hernandez, 1987年3月29日 - ）は、スペイン・グラノリェース出身のサッカー選手。ポジションはディフェンダー、ミッドフィールダー。

## 経歴

### FCバルセロナ
1997年に10歳でFCバルセロナのカンテラに入団。アレビンAからスタートし以後各カテゴリーを順調にステップアップ。同世代にはセスク・ファブレガス、リオネル・メッシ、ジェラール・ピケ、ビクトール・バスケス、トニ・カルボ、フランク・ソンゴォなどがおり、彼らと共に黄金のカデッテチーム形成した。2005-06シーズンにはフベニルAからFCバルセロナCへステップアップするも、そのシーズンのほとんどをさらに上のカテゴリーであるFCバルセロナBで過ごす。2006-07シーズンにはセグンダ・ディビシオンB（3部）に所属するFCバルセロナBへ正式に昇格。ボージャン・クルキッチやジョバニ・ドス・サントス、ジェフレン・スアレス、バスケスら有望な選手を揃えるもチームは不振に喘ぎテルセーラ・ディビシオン（4部）へと降格した。
2007-08シーズン、FCバルセロナBは名称をFCバルセロナ・アトレティックに戻し、ジョゼップ・グアルディオラを監督に迎え昇格を目指し再スタートを切った。バリエンテ自身はレンタル、あるいは完全移籍でより高いレベルで自分を磨く事を希望したが、グアルディオラ監督の強い要望があり残留を決意した。このシーズンは監督から絶大な信頼を得てチームのキャプテンとして活躍。セグンダ・ディビシオンBよりもさらにフィジカルコンタクトの激しいテルセーラ・ディビシオンで度々負傷するも、監督たっての要求で痛み止めを打ちながらも無理して何試合も出場していたという。さらにはチーム状況によってグアルディオラ監督に「バリエンテはピボーテ（スペインで言うボランチ）選手として必要なものをすべて持ち合わせている。」と中盤で起用されその能力を遺憾無く発揮した。チームは見事リーグ優勝を果たし、続く昇格プレーオフでも勝利を重ね1年でセグンダ・ディビシオンBへの復帰を果たした。トップチームのフランク・ライカールト監督に招集され、コパ・デル・レイのCFバダロナ戦セカンドレグでトップチームデビューを飾った。
2008年夏にはグアルディオラ監督がトップチームの監督に就任し、プレシーズンキャンプでは数人のカンテラーノ達がトップチームに招集されたが、バリエンテが招集されることは無かった。クラブはバリエンテと同じ1987年生まれのセンターバックふたり、数年前にマンチェスター・ユナイテッドFCに移籍したかつてのパートナー・ピケを買い戻し、マルティン・カセレスを獲得するなど、完全にバリエンテにはトップチームでの居場所は無く、セビージャ・アトレティコへ3年契約で移籍した。

### セビージャFC
セビージャ・アトレティコでは移籍直後こそ出場が少なかったもののすぐにレギュラーを獲得。主に本来のポジションであるセンターバックではなく守備的ミッドフィールダーや右サイドバックでのプレーが多かった。移籍一年目にまたしてもチームが降格すると言う不運を味わっている。しかし今回はセビージャ・アトレティコの所属がセグンダ・ディビシオン（2部）であるリーガ・アデランテであり、セグンダ・ディビシオンB（2部B）への降格だった。トップチームでリーグ戦に出場するチャンスは無かった。この契約には最初の1シーズン終了後のみFCバルセロナが買い戻しできるオプションがついていたが行使せず残留となった。
2009年11月21日リーガ・エスパニョーラ第11節のCDテネリフェ戦に先発出場してプリメーラ・ディビシオンデビューを果たした。後半22分にロロと交代している。12月13日、第14節のスポルティング・ヒホン戦の前半27分、負傷したアドリアーノ・コレイアに交わり出場した。出場直後の前半30分にプリメーラで初のイエローカードを貰った。

### レアル・バリャドリード
2010年7月、レアル・バリャドリードへの完全移籍が発表された。

### マッカビ・ハイファ
2015年7月2日、マッカビ・ハイファFCに移籍した。

### オイペン
2017年7月、KASオイペンに移籍した。

### パルチザン
2018年6月26日、パルチザン・ベオグラードに移籍した。

### スポルティング・ヒホン
2019年7月25日、スポルティング・ヒホンに移籍した。

### ゴア
2022年6月、FCゴアに移籍した。

## 代表歴
スペイン代表としてはUEFA U-19欧州選手権2006ではバルセロナ時代の同僚ピケ、ジェフレン、バレンシアのマタ、レアル・マドリードのグラネロ、アダンや、スポルティング・デ・ヒホンのカネージャなどと出場。ピケと共にセンターバックのレギュラーとしてコンビを組み優勝に貢献。その後カナダで行われたFIFA U-20ワールドカップにも出場している。

## タイトル

### クラブ
- セビージャFC

2009-10　コパ・デル・レイ 優勝
- マッカビ・ハイファFC

2015-16 グヴィア・ハメディナ 優勝
- 'パルチザン・ベオグラード

2018-19 セルビア・カップ 優勝

### 代表
- U-19スペイン代表

2005-06　U-19欧州選手権　優勝